# هاري ماثيوز
هاري ماثيوز (بالإنجليزية: Harry Mathews)‏ (14 فبراير 1930، نيويورك في الولايات المتحدة - 25 يناير 2017، كي ويست في الولايات المتحدة)؛ شاعر، كاتب، مترجم وروائي أمريكي. درس في جامعة هارفارد.

## روابط خارجية
- هاري ماثيوز على موقع إن إن دي بي (الإنجليزية)